# Argegno
Argegno är en ort och kommun i provinsen Como i regionen Lombardiet i Italien. Kommunen hade 654 invånare (2018).